# Динозавроиды

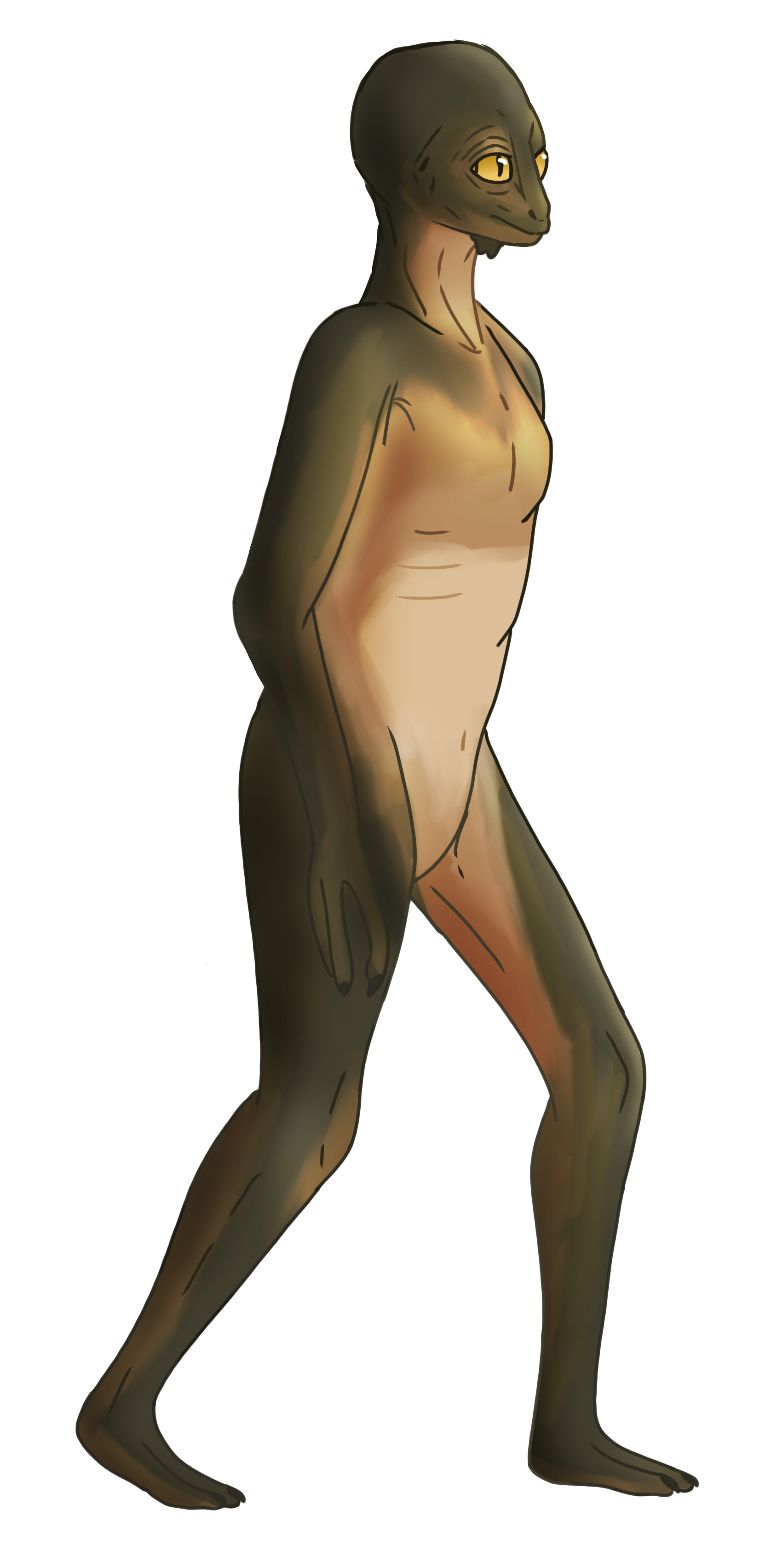
Перерисовка оригинального дизайна динозавроида, созданного Дейлом А. Расселом и Роном Сегуином в 1982 году

Динозавро́иды — мысленный эксперимент в сфере спекулятивной эволюции, гипотетический биологический вид, предложенный палеонтологом Дейлом А. Расселом в 1982 году. Рассел предположил, что если бы динозавры, такие как стенонихозавр (троодон), не исчезли в мел-палеогеновом вымирании, их потомки могли бы эволюционировать и занять ту же экологическую нишу, которую в реальности занимает человек. Хотя эта гипотеза подверглась критике со стороны других учёных, динозавроиды фигурировали в ряде книг и документальных фильмов с момента создания гипотезы.

## Гипотеза
В 1982 году Дейл А. Рассел, бывший в то время куратором ископаемых позвоночных в Национальном музее Канады в Оттаве, выдвинул гипотезу о возможном эволюционном пути стенонихозавра, если бы он не вымер, предположив, что его потомки могли бы стать разумными существами, похожими по плану строения тела на людей. Рассел отметил, что среди динозавров наблюдался устойчивый рост коэффициента энцефализации (EQ) — меры относительной массы мозга по сравнению с другими видами с такой же массой тела. Рассел обнаружил первый череп троодонтида и отметил, что его EQ был низким в сравнении с человеческим, но в шесть раз выше, чем у других динозавров. Рассел предположил, что если бы тенденция в эволюции стенонихозавра продолжалась до настоящего времени, его черепная коробка могла бы составлять 1100 см³, что сопоставимо с таковой у Homo sapiens.

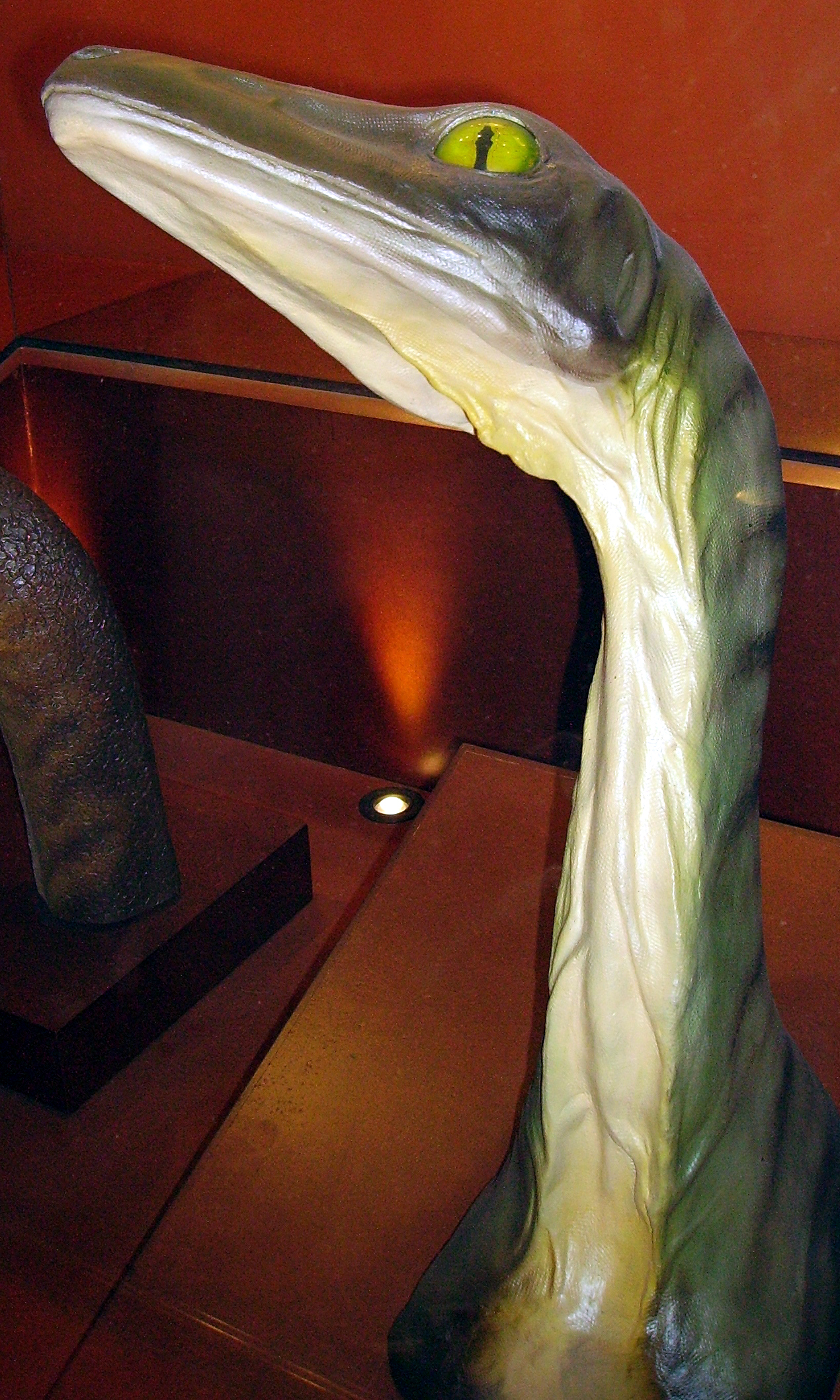
Скульптура стенонихозавра Дейла Рассела и Рона Сегуина, Музей естественной истории, Лондон

Троодонтиды имели полуманипулятивные пальцы передних конечностей, способные захватывать и удерживать предметы, а также бинокулярное зрение. Рассел предположил, что динозавроида, как и у членов семейства троодонтид, могли быть большие глаза и три пальца на каждой руке, один из которых частично противопоставлен остальным. Рассел также предположил, что динозавроида мог быть беззубый клюв. Как и у большинства современных рептилий и птиц, гениталии динозавроида внутренние. Рассел предположил, что у него был бы пупок, поскольку плацента способствует развитию большой черепной коробки. Однако у него не было бы молочных желез, и он кормил бы своих детенышей, как это делают некоторые птицы, отрыгаемой пищей. Его язык звучал бы похоже на пение птиц.
В интервью в 2000 году Рассел говорил, что «динозавроид» был мысленным экспериментом, основанным на общей тенденции к увеличению относительного размера мозга у наземных позвоночных и энергетической эффективности вертикального положения тела у медленно передвигающихся двуногих животных. «Мне кажется, что такие предположения остаются приемлемыми, особенно если они касаются неантропоидных анатомических конфигураций». Рассел был близок к тому, чтобы не публиковать эту гипотезу, опасаясь негативных последствий для авторитета его работы. «Большинство людей оставались вежливыми, хотя были и враждебные реакции со стороны тех, кто придерживался „ультраколичественного“ и „ультраинтуитивного“ мировоззрения».

## Восприятие
Мысленный эксперимент Рассела подвергся критике со стороны других палеонтологов, начиная с 1980-х годов, многие из которых отмечали, что его динозавроид чрезмерно антропоморфен. Независимый американский исследователь в области палеонтологии Грегори С. Пол (1988) и американский палеонтолог Томас Р. Хольц-младший считают его «подозрительно человекоподобным», а британский палеонтолог Даррен Нейш утверждает, что троодонтид с большим мозгом и высоким интеллектом сохранил бы более стандартный план строения тела теропода с горизонтальным положением тела и длинным хвостом и, вероятно, манипулировал бы предметами с помощью челюстей и ног на манер птицы, а не с помощью подобных человеческим «рук».

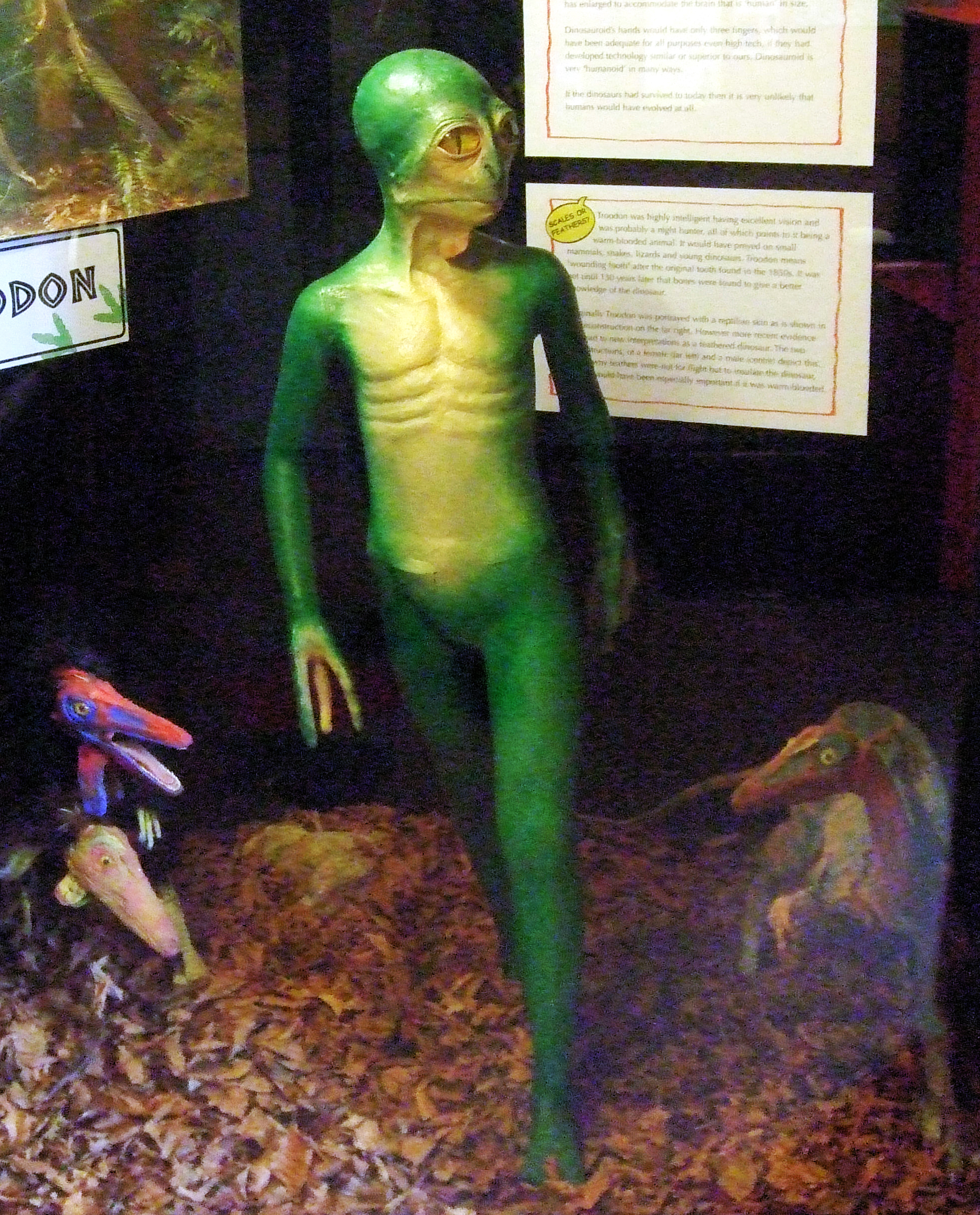
Модель динозавроида, Музей динозавров, Дорчестер, Англия

В статье журнала Scientific American 2012 года о динозавроидах Даррен Нейш писал, что причина, по которой люди имеют такую форму тела, заключается не в том, что это «лучшая» форма тела для умного двуногого существа с большим мозгом, а в том, что это результат эволюционной истории конкретно человеческой линии. Насколько сейчас известно, гуманоидная форма тела развилась только один раз, невозможно знать, является ли она особенно «хорошей» морфологией.
Нейш писал, что постмеловые манирапторы не стали бы чешуйчатыми трёхпалыми прямоходящими и стопоходящими гуманоидами с бесхвостыми телами. В его представлении они имели бы перья и яркие украшения, красивые тела с «нормальным» горизонтальным положением и пальцеходящие ноги, длинные, твёрдые и мощные челюсти; они жили бы в саванне, охотясь на мелких млекопитающих; а по вечерам они стояли бы вместе на деревьях, распевая песни.
Некоторые другие авторы высказывали более положительные мнения о динозавроидах, а Дэвид Норман в книге 1985 года «Иллюстрированная энциклопедия динозавров» заметил, что «такая идея — очевидно фантастическая, хотя и провокационная мысль».
Гипотеза динозавроидов, наряду с часто повторяемым фактом, что троодонтиды были самыми умными динозаврами, могла привести к переоценке их интеллекта среди широкой общественности. Хотя у стенонихозавра соотношение мозга к телу было больше по сравнению с другими тероподами того времени, его интеллект, вероятно, был сопоставим с интеллектом современных птиц, таких как дрофиные и эму.
В 1984—1989 годах вышла научно-фантастическая и альтернативно-историческая трилогия «Эдем» англо-американского фантаста Гарри Гаррисона, описывающая историю мира, в котором мезозойские рептилии не вымерли, а эволюционировали в разумных существ — иилане́, создавших развитую биотехнологическую цивилизацию. Эти рептилии сталкиваются с людьми, находящимися на стадии развития, примерно схожей с каменным веком.
Совместная работа турецкого художника К. М. Косемена и канадского художника комиксов Саймона Роя конца 2000-х годов показывают разумных динозавров с анатомией, более отражающей современное палеонтологическое понимание, которая сохраняет больше предковых, тероподных черт. «Динозавроид Рассела нас не убедил. Мы подумали, что прямоходящий гуманоидный софонт был слишком приближен к людям, чтобы быть реалистичным». Динозавроиды Кёсемена и Роя основаны на отзыве Даррена Нейша об оригинале Рассела. Работа Косемена и Роя расширяет оригинальную концепцию, создавая широкий спектр различных видов динозавроидов и помещая их в полностью спекулятивную экосистему в мире, где не было мел-палеогенового вымирания. Эти новые динозавроиды больше вдохновлены птицами и их способностью использовать орудия, а также ранними обществами охотников-собирателей.